# 68000 Based (SNK)
Le 68K Based est un système d'arcade, créé par la société SNK et commercialisé en 1987.

## Description
Alors que SNK exploite déjà le système Psycho Soldier et Ikari Warriors, la société lance le 68K Based en 1987.
Tout comme son prédécesseur, il est appelé 68K, surnom des processeurs de la famille des Motorola 68000. Le processeur du système est donc l'incontournable M68000, utilisé par la plupart des fabricants à la fin des années 1980. Le son est géré par le non-moins incontournable Zilog Z80 et des puces sonores Yamaha YM3812 et Nec UPD7759,.
Ce hardware va donner des titres maintenant célèbres dans le monde de l'arcade comme P.O.W.: Prisoners of War, SAR: Search And Rescue ou la suite d'Ikari Warriors.

## Spécifications techniques

### Processeur
- Processeur central : Motorola 68000 cadencé à 9 MHz

### Affichage
- Résolution :
  - 224×256
  - 256×224
- Palette couleurs de 2048 couleurs

### Audio
- Processeur sonore : Zilog Z80 cadencé à 4 MHz
- Puces audio :
  - Yamaha YM3812 cadencé à 4 MHz
  - Nec UPD7759 cadencé à 0,64 MHz
- Capacités audio : Mono

## Liste des jeux
| Titre                    | Développeur | Éditeur | Genre | Année |
| ------------------------ | ----------- | ------- | ----- | ----- |
| Ikari III: The Rescue    | SNK         | SNK     |       | 1989  |
| P.O.W.: Prisoners of War | SNK         | SNK     |       | 1988  |
| SAR: Search And Rescue   | SNK         | SNK     |       | 1987  |
| Street Smart             | SNK         | SNK     |       | 1989  |